# Бишоија (Леко)
Бишоија је насеље у Италији у округу Леко, региону Ломбардија.
Према процени из 2011. у насељу је живело 53 становника. Насеље се налази на надморској висини од 353 м.